# Kourabiedes
Kourabiedes eller Kourabiethes (grekiska: κουραμπιέδες, singular: κουραμπιές, kourabies) är populära mandelkakor i Grekland, Cypern och grekiska samhällen i Anatolien, liksom i hela den grekiska diasporan. De är relaterade till många andra kakor som kallas qurabiya eller liknande namn som finns i ottomanska och persiska köket.

## Terminologi
Det grekiska ordet kourabiedes kommer från det turkiska ordet kurabiye, som är relaterat till qurabiya, en familj av kakor från Mellanöstern.
Man tror att de grekiska mandelkakorna ursprungligen kommer från de grekiska byarna i Kappadokien, alltså i dagens sydöstra Turkiet. När grekerna fördrevs från regionen i början av 1900-talet tog med sig recepten på mandelkakor till Grekland.

## Beskrivning

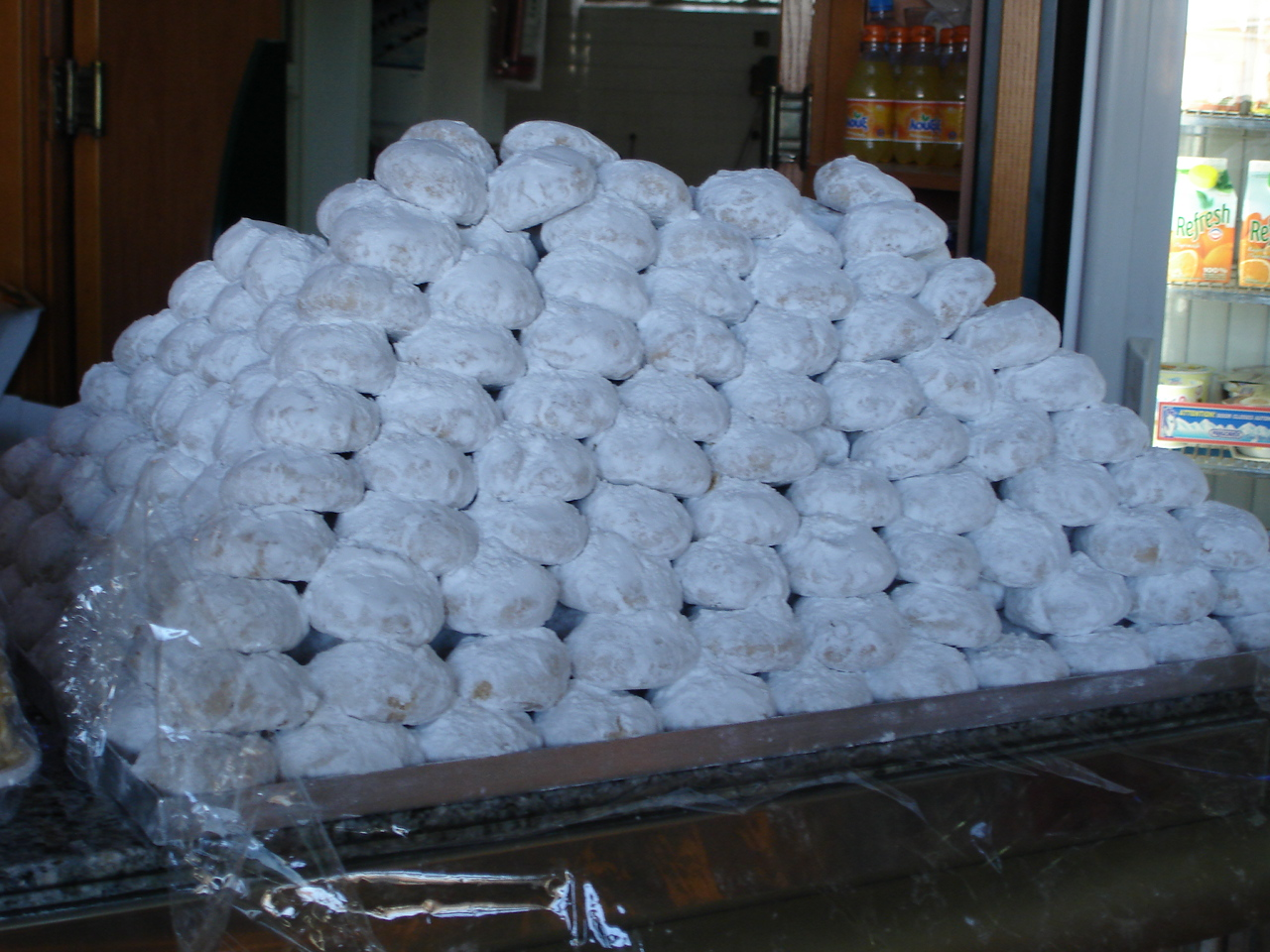
En stor hög med kourabiedes i Grekland

Kourabiedes är ett slags smörkakor med mandel. Liksom andra smörkakor är andra ingredienser smör, mjöl, socker, salt och eventuellt vanilj eller konjak.
Den vanligaste smaken är vanilj, men andra varianter inkluderar grekisk konjak (Metaxa är det mest kända varumärket), mastix eller rosenvatten. I vissa regioner i Grekland toppas varje julkourabies med en kryddnejlika.
Kourabiedes formas antingen i cirklar, halvmånar eller bollar, sedan bakade tills de är något gyllene. Omedelbart efter att kakorna tagits ur ugnen rullas Kourabiedes i konditorisocker (pulveriserat / florsocker) och får svalna. De rullas vanligtvis sedan i pulveriserat socker igen när de har svalnat.

## Traditioner
Kourabiedes är också särskilt populära för speciella tillfällen som jul eller dop men de äts i Grekland året runt.